# 物価統制令
物価統制令（ぶっかとうせいれい、昭和21年勅令第118号）は、物価統制について定めた日本の勅令である。略称は、物統令である。1946年（昭和21年）3月3日公布、一部を除き即日施行。
大東亜戦争（太平洋戦争・第二次世界大戦）終結後の物価高騰（インフレーション）に当たり、物価の安定を確保して社会経済秩序の安定を維持し、国民生活の安定を図ることを目的として、有事である戦時中に施行された価格等統制令（昭和14年勅令第703号）並びに戦時刑事特別法（昭和17年法律第64号）に代わって制定された。
いわゆるポツダム勅令の1つであり、対日講和条約の付随法安本関連ポツダム命令移行措置法（昭和27年法律第88号）第4条により、1952年（昭和27年）4月28日以後、現在に至るまで法律としての効力を持ち、改正は法律によって行われる。

## 所管官庁
主所管
- 消費者庁取引対策課

副所管
- 財務省大臣官房総合政策課
- 厚生労働省健康・生活衛生局生活衛生課
- 農林水産省大臣官房新事業・食品産業部新事業・食品産業政策課
- 経済産業省商務情報政策局消費・流通政策課
- 国土交通省総合政策局地域交通課

連携
- 文化庁文化経済・国際課
- 警察庁生活安全局生活経済対策管理官職

## 概要
十五年戦争後期の1940年（昭和15年）以降、食料品や衣料品などの生活必需品の小売りは次々と配給切符制へと切り替えられ、1942年（昭和17年）制定の戦時刑事特別法では、悪徳消費者や戦争ゴロによる買い占め行為、小売店による売り惜しみが犯罪とされた。
終戦直後の日本は、他の敗戦国の例に漏れず激しいインフレーションに襲われた。このため第44代内閣総理大臣幣原喜重郎は1946年（昭和21年）2月の新円切替に続いて、矢継ぎ早に物価政策を出さなければならなくなり、帝国議会の協賛を得た法律の制定では間に合わないと判断して、枢密院への諮詢だけで済む緊急勅令での制定に踏み切った。
この物価統制令による物価体系は、公布・施行された日（3月3日）にちなんで三・三物価体系と呼ばれた。戦前基準年（1934年から1936年の平均）に対して、物価が10倍、賃金が5倍のバランスで算定されたため、都市居住者は食糧や物品を求めるために窮乏化した。その上、国内での物資の絶対量が不足し、やむなく公定ルートに乗らぬ闇物資をヤミ市で購入しなければならなかったため、人々はいわゆる「たけのこ生活」（衣類・家財を少しずつ売って生活することを、タケノコの皮を剥ぐ様に見立てた）を余儀なくされた。
戦後の経済復興が進むにつれて価格統制も緩められ、1952年までにはほぼ統制が撤廃され、1972年にコメの消費者米価が、2001年に工業用アルコールの価格が対象外とされ、2002年以降は公衆浴場の入浴料金の統制が残るのみとなった。
1973年秋、第1次オイルショックによる物価上昇が懸念された際、物価統制令に基づいて閣議で決定して全ての物価を凍結することが検討されたが、管轄官庁である通商産業省が物価統制令違反を取り締まるのに人数が不足していることを理由に断念。その後、国民生活安定緊急措置法（昭和48年法律第121号）の制定に合わせ、一部改正された。
近年、人気が高く希少なチケット（プラチナチケット）を大量に購入し客に高額で転売するダフ屋行為に対して、物価統制令を適用しての取締りが警視庁により検討されたほか、府県の迷惑防止条例などにダフ屋を取り締まるための条項がない地域（1997年時点の京都府など）において物価統制令違反容疑での逮捕が行われている。2020年2月には新型コロナウイルス感染症の流行拡大とともにマスクの高値転売が横行しているとして、通常の10倍以上の値段で販売する行為を物価統制令で摘発すべきではないかとする質問主意書が参議院にて提出されている。これに対し政府は物価統制令の利用には言及しないものの、全体として否定的な回答を行った。この提案に対しては、統制的な手法を不用意に用いることで混乱が増幅する可能性が指摘されている。